# Приказ рудокопных дел
Приказ рудокопных дел (Рудокопный приказ или Рудный приказ) — государственное учреждение, занимавшееся вопросами поиска руд и создания новых горно-металлургических предприятий в России в начале XVIII века. Приказ существовал в 1700—1711 и в 1715—1719 годах. С тех пор Россия практически перестала нуждаться в заграничном металле. В конце царствования Петра I Россия уже вела заграничную торговлю русскими железом и медью.

## История
24 августа (4 сентября) 1700 года боярин Т. Н. Стрешнев объявил царский указ о новых административных изменениях. По указу следовало «на Москве золотыя и серебряные и иных руд дела ведать окольничему Алексею Тимофеевичу Лихачёву да дьяку Козьме Борину; и сидеть им в Приказе Большие Казны особо, и писать приказом Рудокопных дел». Создание данного органа было связано с активизацией государственной политики по поиску полезных ископаемых. Основой целью деятельности для Рудокопного приказа было обеспечение монетных дворов необходимыми металлами — золотом, серебром и медью (именно в 1700 г. началась чеканка медной монеты), дополнительной — получение десятины от рудных мест, отданных «на откуп на урочные года», то есть на время, а не в постоянное владение. В связи с деятельностью Приказа во всенародное известие 2 (13) ноября 1700 г. был издан указ, который провозгласил свободу поиска руд на «государевых, или на чьих-нибудь землях» в интересах государства и ввёл ответственность за укрывание руд (ПСЗ. Т. 4. № 1815). Это было первым «горным узаконением» (И. Герман).
Приказ рудокопных дел был открыт в ноябре 1700 года в Москве в составе 12 человек, а руководство было поручено окольничему Алексею Тимофеевичу Лихачёву и дьяку Козьме Борину. Первоначально Приказ распространял свою деятельность на всю Россию, затем только на её Европейскую часть, сыск же руд в Сибири был отдан Сибирскому приказу.
Приказ рудокопных дел кроме сбора сведений обо всех находках «золотой, серебряной и медной, или иных каких руд», ежегодно отправлял экспедиции в ранее известные или вновь открытые рудоносные районы. В состав экспедиций входили рудознатцы — рудознатные мастера, солдаты, подьячие и изветчики — рудные доносители. Особое внимание уделялось разведке северо-западных районов (1702—1705), но предпринимались и попытки поисков каменного угля на юге страны (с 1715 года). В 1700—1711 годах было исследовано 121 рудное месторождение в Европейской части России. Образцы найденных руд проверялись в специальной лаборатории.
Кроме этого Приказ вёл горнопромышленное строительство, собирал сведения о добытых металлах, отводил земли под рудники, ведал подготовкой специалистов по горному делу, выписывал иностранных мастеров, наказывал за сокрытие руд. После учреждения Приказа рудокопных дел в разных уголках России стали возникать железные заводы: Невьянский, Тагильский, Каменский, Алапаевский.
8 (19) июня 1711 года Приказ был ликвидирован и горное дело перешло в управление Сенату и губернаторам.
В 1712 году Петром издан указ о запрещении добычи жемчуга частными лицами. Однако контролировать распоряжение было невозможно. Указ был отменён с оговоркой — в казну следовало сдавать наиболее крупные и чистые жемчужины.
15 (26) мая 1715 года по указанию Петра I Приказ был восстановлен и под названием Рудная канцелярия переведён в Петербург как общероссийский орган, сосредоточивающий в своих руках управление всей горной промышленностью. Задачи, возложенные на это учреждение, вновь не были решены.
В 1717 году в России было принято коллегиальное устройство органов управления. В ходе государственной реформы на смену приказам пришли новые органы центрального управления — коллегии. Взятая за образец европейская система центральных учреждений предполагала коллегиальное решение вопросов на основе чёткого отраслевого разделения, однообразия штатов и жалования, строгого определения круга обязанностей чиновников.
13 (24) марта 1718 года Рудная канцелярия была упразднена, а горная отрасль поступила в ведение объединённых Берг- и Мануфактур-коллегий.
В 1720 году в компетенцию Берг-коллегии были переданы и Монетные (денежные) дворы.